# Amilina
A amilina ou peptídeo ilhota amiloide (IAPP) é um peptídeo com 37 resíduos que esta associado com a diabetes melito tipo 2 (diabetes não dependente de insulina ou diabetes tardia) é expressa e secretada pelas células beta das ilhotas pancreáticas, que sintetizam também insulina que após a refeição atua diretamente na corrente sanguínea e é importante para manter a homeostase energética.

Os indivíduos com diabetes tipo 2 possuem 95% do pâncreas com depósitos amiloides de IAPP, com a extensão dessa deposição relacionado com a severidade da doença. Os Depósitos amiloides são agregados insolúveis de proteínas. Essa deposição de proteínas não nativas são denominadas como amiloidose.